# Acido emimellitico
L'acido emimellitico o acido 1,2,3-benzentricarbossilico è un composto organico con formula C9H6O6. È uno dei tre possibili isomeri derivati del benzene con tre gruppi carbossilici; gli altri due isomeri sono l'acido trimesico (acido 1,3,5-benzentricarbossilico) e l'acido trimellitico (acido 1,2,4-benzentricarbossilico). Il composto è presente in natura in ligniti e carboni bituminosi, assieme a numerosi altri acidi organici aromatici. L'acido emimellitico non è di interesse industriale e non ha applicazioni pratiche. È disponibile in commercio per usi di laboratorio in forma idrata, C9H6O6⋅xH2O, che si presenta come solido biancastro.

## Struttura
La molecola dell'acido emimellitico non è planare: i gruppi carbossilici in 1 e 3 giacciono nel piano dell'anello benzenico, mentre il carbossile in 2 è perpendicolare a questo piano. Allo stato solido si conosce la struttura del composto diidrato, che cristallizza in forma triclina, gruppo spaziale P1, con costanti di reticolo a = 872,8 pm, b = 911,8 pm, c = 708,6 pm, β = 88,1°, γ = 106,46, con 2 unità di formula per cella elementare.

## Sintesi
L'acido emimellitico fu descritto per la prima volta nel 1869 da Adolf von Baeyer, che lo ottenne a partire dall'acido mellitico. L'acido trimellitico si può ottenere per ossidazione di emimellitene (1,2,3-trimetilbenzene) o di 2,3,4-trimetilfenolo.

## Tossicità / Indicazioni di sicurezza
L'acido emimellitico è disponibile in commercio in forma idrata. È considerato irritante per la pelle, per gli occhi e per il sistema respiratorio. Non risultano rischi di cancerogenicità.